# Метт Рід (канадський хокеїст)
Метт Рід (англ. Matt Read, нар. 14 червня 1986, Міддлесекс Центр) — канадський хокеїст, крайній нападник. В минулому гравець збірної команди Канади.

## Ігрова кар'єра
Хокейну кар'єру розпочав 2002 року в ОХА виступами за «Лукан Айріш». Згодом на юніорському рівні відіграв за команди різних ліг.
З 2007 по 2011 захищає кольори університетської хокейної команди «Беміджи Стейт Біверс».
24 березня 2011 уклав трирічний контракт з клубом НХЛ «Філадельфія Флаєрс» та вирушив грати за фарм-клуб «Адірондак Фантомс» (АХЛ).
6 жовтня 2011 дебютував за «Флаєрс» у матчі проти «Бостон Брюїнс». 8 жовтня відзначився першим голом розписавшись у воротах самого Мартена Бродера «Нью-Джерсі Девілс». 18 жовтня Метт встановлює власний рекорд набирає чотири очки (1+3) в переможному матчі 7–2 проти «Оттава Сенаторс». У матчі всіх зірок 2012 посів друге місце в конкурсі на точність кидків поступившись гравцю «Даллас Старс» Джеймі Бенну. Цей сезон став оним іфз найуспішніших у Ріда, 24 закинуті шайби та 47 набраних очок.
Під час локауту в сезоні 2012–13 захищав кольори шведського «Седертельє» в другому дивізіоні чемпіонату Швеції.
26 січня 2013 Метт відзначився першим хет-триком у матчі проти «Флорида Пантерс» відзначившись у воротах, як Жозе Теодора так і його дублера Скотті Клемменсена. У травні в складі національної збірної Канади виступав на чемпіонаті світу 2013.
20 вересня 2013 уклав чотирирічний контракт з «Флаєрс».
30 липня 2018 Рід уклав однорічний контракт з клубом «Міннесота Вайлд».
2 серпня 2019, як вільний агент уклав контракт з «Торонто Мейпл Ліфс», а після участі в тренувальному таборі 30 вересня 2019 підписав однорічну угоду з фарм-клубом «кленових» «Торонто Марліс». Відігравши регулярний сезон за «Марліс» завершив кар'єру гравця.

## Статистика

### Клубні виступи
| Сезон        | Клуб                   | Ліга         | Регулярний сезон | Регулярний сезон | Регулярний сезон | Регулярний сезон | Регулярний сезон | Плей-оф | Плей-оф | Плей-оф | Плей-оф | Плей-оф |
| Сезон        | Клуб                   | Ліга         | І                | Г                | П                | О                | ШХ               | І       | Г       | П       | О       | ШХ      |
| ------------ | ---------------------- | ------------ | ---------------- | ---------------- | ---------------- | ---------------- | ---------------- | ------- | ------- | ------- | ------- | ------- |
| 2002–03      | «Лукан Айріш»          | ОХА          | 31               | 22               | 27               | 49               | 36               | —       | —       | —       | —       | —       |
| 2003–04      | «Сент Маріс Лінкольнс» | ЗОХЛ         | 36               | 12               | 13               | 25               | 32               | —       | —       | —       | —       | —       |
| 2004–05      | «Сент Маріс Лінкольнс» | ЗОХЛ         | 47               | 23               | 29               | 52               | 46               | —       | —       | —       | —       | —       |
| 2005–06      | «Мілтон Айсгоукс»      | ОЮХЛ         | 48               | 34               | 34               | 68               | 52               | —       | —       | —       | —       | —       |
| 2006–07      | «Де-Мойн Баккенірс»    | ХЛСШ         | 58               | 28               | 34               | 62               | 110              | 8       | 2       | 0       | 2       | 6       |
| 2007–08      | «Беміджи Стейт Біверс» | НКАА         | 36               | 9                | 18               | 27               | 37               | —       | —       | —       | —       | —       |
| 2008–09      | «Беміджи Стейт Біверс» | НКАА         | 37               | 15               | 25               | 40               | 50               | —       | —       | —       | —       | —       |
| 2009–10      | «Беміджи Стейт Біверс» | НКАА         | 37               | 19               | 22               | 41               | 32               | —       | —       | —       | —       | —       |
| 2010–11      | «Беміджи Стейт Біверс» | НКАА         | 37               | 22               | 13               | 35               | 34               | —       | —       | —       | —       | —       |
| 2010–11      | «Адірондак Фантомс»    | АХЛ          | 11               | 7                | 6                | 13               | 6                | —       | —       | —       | —       | —       |
| 2011–12      | «Філадельфія Флаєрс»   | НХЛ          | 79               | 24               | 23               | 47               | 12               | 11      | 3       | 2       | 5       | 4       |
| 2012–13      | «Седертельє»           | Аллсв        | 20               | 6                | 18               | 24               | 12               | —       | —       | —       | —       | —       |
| 2012–13      | «Філадельфія Флаєрс»   | НХЛ          | 42               | 11               | 13               | 24               | 2                | —       | —       | —       | —       | —       |
| 2013–14      | «Філадельфія Флаєрс»   | НХЛ          | 75               | 22               | 18               | 40               | 16               | 7       | 1       | 2       | 3       | 4       |
| 2014–15      | «Філадельфія Флаєрс»   | НХЛ          | 80               | 8                | 22               | 30               | 14               | —       | —       | —       | —       | —       |
| 2015–16      | «Філадельфія Флаєрс»   | НХЛ          | 79               | 11               | 15               | 26               | 27               | 6       | 0       | 0       | 0       | 2       |
| 2016–17      | «Філадельфія Флаєрс»   | НХЛ          | 63               | 10               | 9                | 19               | 8                | —       | —       | —       | —       | —       |
| 2017–18      | «Ліхай Веллі Фантомс»  | АХЛ          | 33               | 7                | 9                | 16               | 8                | —       | —       | —       | —       | —       |
| 2017–18      | «Філадельфія Флаєрс»   | НХЛ          | 19               | 1                | 0                | 1                | 2                | 6       | 1       | 1       | 2       | 4       |
| 2018–19      | «Айова Вайлд»          | АХЛ          | 61               | 16               | 21               | 37               | 36               | 10      | 3       | 5       | 8       | 12      |
| 2018–19      | «Міннесота Вайлд»      | НХЛ          | 12               | 1                | 0                | 1                | 2                | —       | —       | —       | —       | —       |
| 2019–20      | «Торонто Марліс»       | АХЛ          | 48               | 13               | 12               | 25               | 24               | —       | —       | —       | —       | —       |
| Усього в НХЛ | Усього в НХЛ           | Усього в НХЛ | 449              | 88               | 100              | 188              | 83               | 30      | 5       | 5       | 10      | 14      |

### Збірна
| Рік                | Команда            | Турнір             | Місце              | І  | Г | П | О | ШХ |
| ------------------ | ------------------ | ------------------ | ------------------ | -- | - | - | - | -- |
| 2013               | Канада             | ЧС                 | 5-е                | 8  | 1 | 2 | 3 | 2  |
| 2014               | Канада             | ЧС                 | 5-е                | 8  | 2 | 3 | 5 | 2  |
| Національна збірна | Національна збірна | Національна збірна | Національна збірна | 16 | 3 | 5 | 8 | 4  |